# Nigeria en los Juegos Paralímpicos de París 2024
Nigeria participará en los Juegos Paralímpicos de París 2024. estuvo representada en los Juegos Paralímpicos de París 2024 por un total de veintitrés deportistas, catorce mujeres y nueve hombres.

## Medallistas
El equipo paralímpico nigeriano obtuvo las siguientes medallas:
| Nombre                 | Deporte                   | Evento                   |
| ---------------------- | ------------------------- | ------------------------ |
| Oro                    |                           |                          |
| Onyinyechi Mark        | Levantamiento de potencia | –61 kg femenino          |
| Folashade Oluwafemiayo | Levantamiento de potencia | +86 kg femenino          |
| Plata                  |                           |                          |
| Flora Ugwunwa          | Atletismo                 | Jabalina F54 femenino    |
| Esther Nworgu          | Levantamiento de potencia | –41 kg femenino          |
| Bose Omolayo           | Levantamiento de potencia | –79 kg femenino          |
| Bronce                 |                           |                          |
| Mariam Eniola Bolaji   | Bádminton                 | Individual SL3 femenino  |
| Isau Ogunkunle         | Tenis de mesa             | Individual MS4 masculino |